# Sterphus chiragra
Sterphus chiragra är en tvåvingeart som först beskrevs av Fabricius 1805.  Sterphus chiragra ingår i släktet Sterphus och familjen blomflugor. Inga underarter finns listade i Catalogue of Life.